# Euryoryzomys
Euryoryzomys är ett släkte av däggdjur i familjen hamsterartade gnagare med arter som har en större utbredning i Sydamerika.
Släktets medlemmar listades fram till 2006 i släktet risråttor (Oryzomys). Det vetenskapliga släktnamnet är bildat av det grekiska ordet euros (för "stor utsträckning") och Oryzomys (för risråttor).

## Utseende
Arterna nar vanligen en längd (huvud och bål) av 90 till 96 mm och en svanslängd av 100 till 185 mm. Hos de flesta släktmedlemmar är svansen längre än övriga kroppsdelar tillsammans. Den mjuka och täta pälsen bildas av långa till mycket långa har. Beroende på art är ovansidans pälsfärg brun, gulbrun eller rödbrun medan undersidan är ljusgra till vit. Arternas svans är mörkare pa ovansidan. Dessa gnagare har långa och smala bakfötter och vid tårna finns vita hartofsar som täcker klorna.

## Arter och utbredning
Arter enligt IUCN:
- Euryoryzomys emmonsae, i centrala Brasilien.
- Euryoryzomys lamia, kring Brasilia.
- Euryoryzomys legatus, i södra Bolivia och norra Argentina.
- Euryoryzomys macconnelli, i norra Sydamerika.
- Euryoryzomys nitidus, i västra Brasilien, östra Peru och Bolivia.
- Euryoryzomys russatus, i östra Paraguay och sydöstra Brasilien.

## Hot
Euryoryzomys lamia hotas av landskapsförändringar och listas som sårbar. Euryoryzomys emmonsae listas med kunskapsbrist. Alla andra arter betraktas som livskraftig.